# تفنگ آتش‌زن

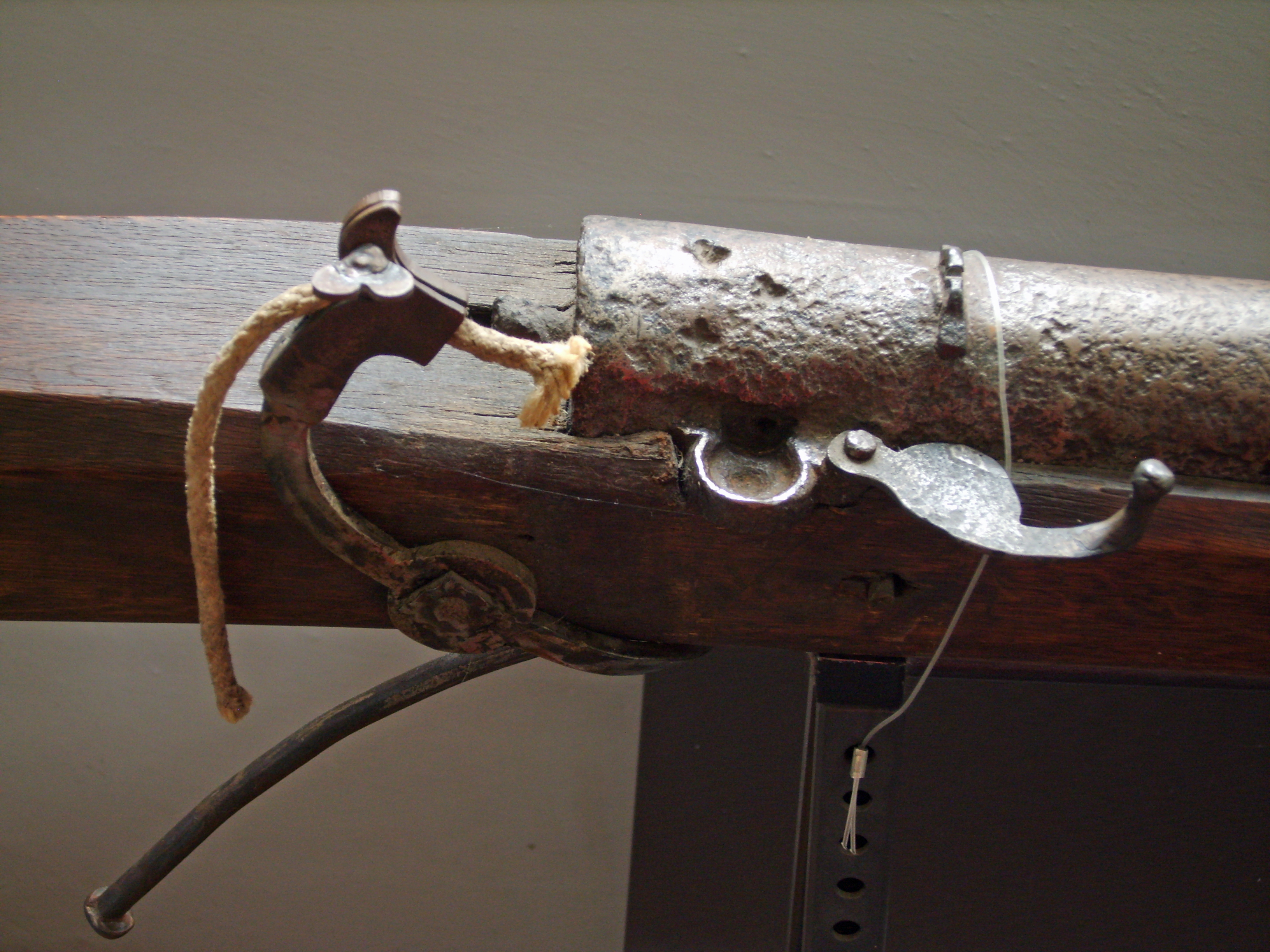

تفنگ آتش‌زن، تفنگ فتیله‌ای (انگلیسی: Matchlock)، یک نوع تاریخی از سلاح گرم است و باروت توسط یک قطعهٔ قابل اشتغال بند یا ریسمان مشتعل می‌شود. این ریسمان مشتعل از طریق مکانیزمی با باروت در تماس است که تفنگدار با کشیدن اهرم یا ماشه با انگشت خود آن را فعال می‌کند.